# Морски миди (род)
Морските миди (Mytilus) са род миди от семейство Морски миди (Mytilidae).
Таксонът е описан за пръв път от Карл Линей през 1758 година. Таксономичният му тип е синя морска мида.

## Видове
- Mytilus californianus
- Mytilus chilensis
- Mytilus coruscus
- Mytilus edulis – Синя морска мида
- Mytilus galloprovincialis – Черна морска мида
- Mytilus planulatus
- Mytilus platensis
- Mytilus trossulus